# Lewesdon Hill
Lewesdon Hill, kopec vysoký 279 m, je nejvyšším vrcholem anglického hrabství Dorset na jihozápadě Anglie.

## Poloha
Lewesdon Hill se nachází přibližně 4 km na západ od městečka Beaminster, 1½ km na jih od vesnice Broadwindsoru, 1½ km na západoseverozápad od vesnice Stoke Abbott a 3 km na východ od kopce Pilsdon Pen, na němž také bývala pevnost. Na jih od kopce se táhne údolí Marshwood Vale a na sever údolí řeky Axe. Zhruba 1 km východně od Lewesdonu se nachází vyvýšenina Waddon Hill, na které stávala v 1. století n. l. římská pevnost.

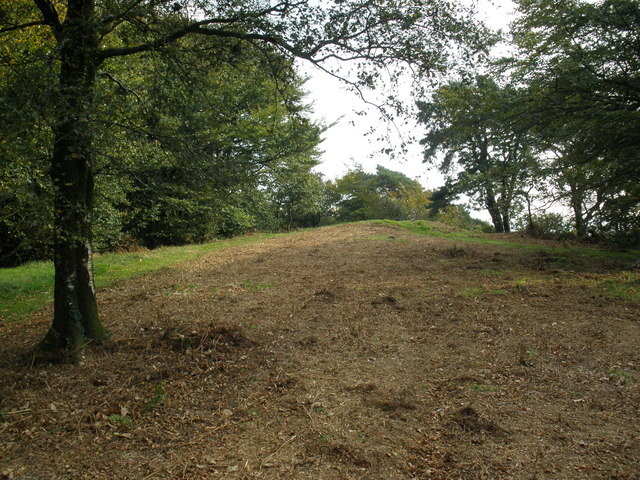
Vrchol kopce Lewesdon Hill

Lewesdon Hill je nejvyšší horou hrabství Dorset. Tvoří ji protáhlý hřeben obklopený bukovými lesy. Jeho vrchol se nachází na východním konci, jde o nízkou vyvýšeninu porostlou trávou.

### Konkurenční vrcholy

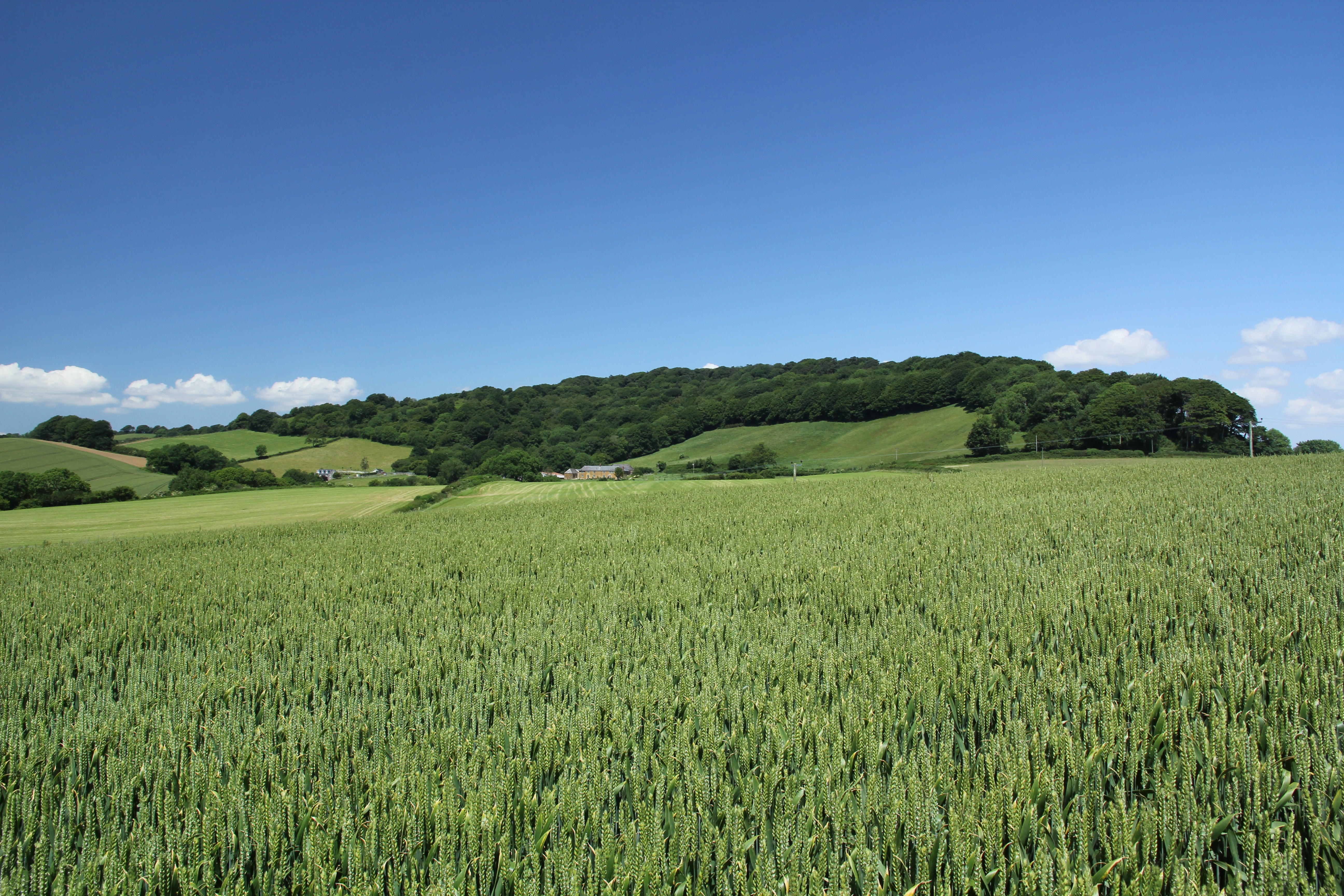
Lewesdon Hill z jihu

Mnoho let byl za nejvyšší horu Dorsetu pokládán blízký Pilsdon Pen s 277 metry, až moderní měření ukázalo, že Lewesdon Hill ho o 2 metry převyšuje. Třetím nejvyšším bodem Dorsetu je Bulbarrow Hill s 274 metry. 

### Marylin
Pokud jde o relativní výšku hory, rozdíl výšek mezi vrcholem Lewesdonu a nejvyšším sedlem mateřské hory činí 185 metrů, proto se Lewesdon řadí mezi takzvané kopce Marilyn. Mateřským vrcholem je zde Staple Hill.

## Geologie

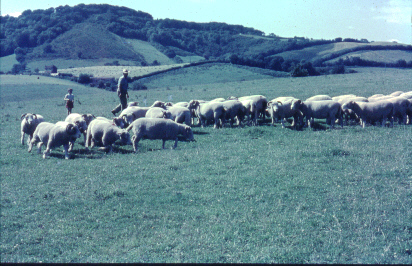
Pohled na Lewesdon Hill z farmy Leweston v roce 1963

Kopec tvoří pískovec zelené barvy, který vznikl usazováním v mělkém moři. Díky větší tvrdosti lépe odolává erozi než okolní jíl.

## Z historie

### Doba železná

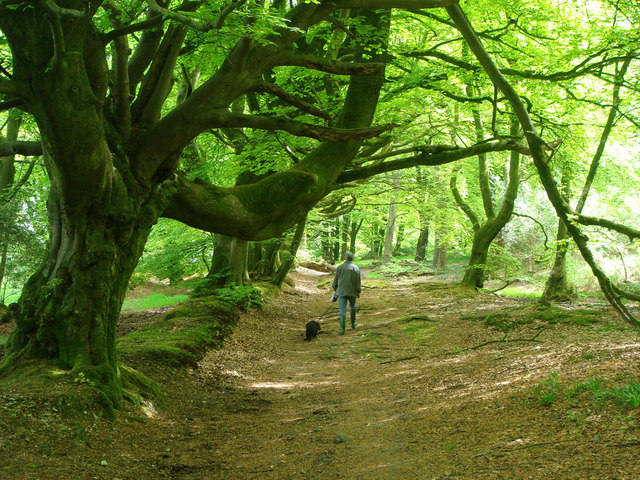
Cesta na Lewesdon Hill

Jako v případě celé řady vysokých kopců v hrabství Dorset, včetně sousedního vrcholu Pilsdon Pen, se na jeho vrcholu nacházelo hradiště v době železné. Části původního opevnění, valu a příkopu, jsou dosud viditelné, přestože se tam těžil štěrk a dřevo.

### 16. století

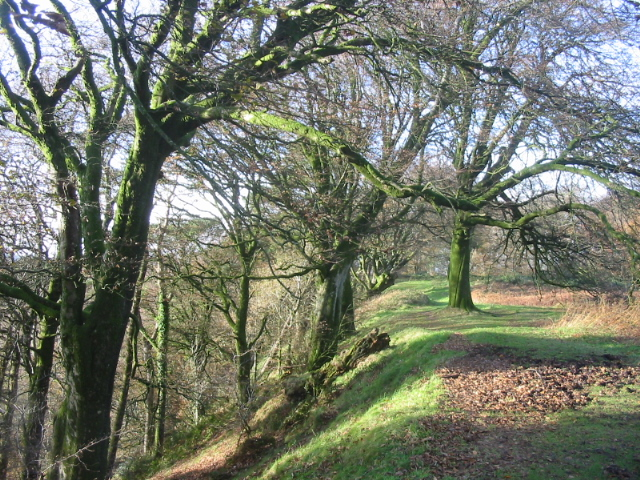
Na kopci Lewesdon Hill

Na tomto kopci plál také jeden ze signálních ohňů, jejichž úkolem bylo v roce 1588 varovat před blížícím se útokem španělských lodí z takzvané Armady.

## Přístup k hoře
Je v majetku britské organizace National Trust, celým názvem National Trust for Places of Historic Interest or Natural Beauty, která se zabývá ochranou památek a přírody v Anglii, Walesu a v Severním Irsku.
Na vrchol vedou dvě hlavní stezky, jedna z vesnice Broadwindsor, druhá z Coombe Lane (z B3162 odbočuje mezi vesnicí Broadwindsor and městem Bridport, těsně před křižovatkou Four Ash). Pěšina z Coombe Lane míří na kopec přes menší vrch Crabb's Hill, který je v soukromém vlastnictví. Stezka ve směru východ-západ tvoří část dálkové pěší trasy Wessex Ridgeway.